# Museo Arqueológico y Paleontológico Cuevas del Toll
El Museo Arqueológico y Paleontológico Cuevas del Toll tiene su sede en la casa natal de Rafael Casanova, en Moyá (Moyanés, Cataluña, España), edificio que comparte con el Museo Casa Natal Rafael Casanova, que depende del Museo de Historia de Cataluña. El fondo de museo lo conforman las colecciones arqueológicas procedentes de las Cuevas del Toll, un complejo integrado por cuatro cavernas y una sima que se formaron durante la época Plioceno, en el periodo Cuaternario, y en menor medida de otros yacimientos de la comarca. El museo está integrado en la Red de Museos Locales de la Diputación de Barcelona y gestiona el Parque Prehistórico de las Cuevas del Toll.

## Historia
A finales de los años cuarenta varios miembros del Grup Muntanyenc de Barcelona (J. M. Thomas y Franz Rovira Luitz) y del Grup Espeleològic del Moianès descubrieron la entrada a las cuevas del Toll, y durante la década de los cincuenta comenzaron las primeras excavaciones. Los restos encontrados en ellas fueron en su mayor parte de animales, por lo que la cueva fue interpretada como un lugar de hibernación de osos,alternado con cubiles de otros carnívoros. La localización de una pieza musteriense y de algunos huesos de oso con marcas de corte, sugieren que la cavidad fue utilizada puntualmente por humanos.
Las excavaciones continuaron durante los años sesenta y setenta, y sus resultados fueron publicados en artículos de revistas especializadas y en congresos internacionales. En 1981 tuvo lugar la inauguración de las Cuevas por Josep Tarradellas para su visita por el público, y desde entonces se realizan visitas individuales y grupales previa concertación. 
Desde 1994 se han realizado intervenciones para la promoción del turismo sostenible de este patrimonio, como la redacción de un Plan Arqueológico junto con la Diputación de Barcelona, la rehabilitación, instalación de elementos pedagógicos y de ayuda al visitante y el servicio de talleres didácticos y visitas guiadas.
Desde 2003 hasta el 2015 el proyecto llevado a cabo en el Toll tiene como objetivo la investigación del comportamiento de los grandes carnívoros durante el final del Pleistoceno Medio y Superior, así como demostrar una posible relación con grupos humanos durante el Paleolítico Medio.

## Exposición y actividades
El museo está organizado en distintos espacios temáticos que, a partir de los restos encontrados en las cuevas del Toll, permiten estudiar la prehistoria en el Moyanés: la situación geográfica de la cueva, la formación geológica, la fauna del Cuaternario y, finalmente, la presencia humana y sus consecuencias. Entre los fondos del museo destacan los restos de fauna cuaternaria (osos, leones, rinocerontes, hipopótamos, etc.) e indicios de presencia humana desde el Paleolítico medio.
El museo oferta visitas individuales, visitas grupales, actividades escolares, talleres para mostrar las formas de vida en la Prehistoria, exposiciones temporales y recorridos naturales por la zona. Participa además en eventos internacionales como las Jornadas Europeas del Patrimonio o el Geocaching.